# Alejandro Reyes
Alejandro Reyes Cotapos (Santiago, 24 de febrero de 1825 - Santiago, 8 de enero de 1884) fue un abogado y político chileno. 

## Biografía
Hijo de don Ignacio de Reyes Saravia y doña Micaela Pérez Cotapos de la Lastra. Casado en primeras nupcias con Hortensia Lavalle Correas y en segundo matrimonio con Fanny Ovalle Vicuña. Se graduó de abogado en la Universidad de Chile el 24 de febrero de 1845.
Secretario de la Municipalidad de Santiago en 1851. Fue parlamentario activo, representando siempre al Partido Nacional. Diputado suplente por Caupolicán en 1849, no asumió la titularidad. En 1852 es electo en propiedad por Los Ángeles. En 1855 es electo por San Fernando y en 1858 por Melipilla. Perteneció en estos períodos a las Comisiones permanentes de Guerra y Marina, y la de Hacienda e Industria.
En 1858 participó en las polémicas políticas de la época. En 1862 fue diplomático y celebró tratados en nombre de Chile con Ecuador y Costa Rica. Ministro de Hacienda (10 de mayo de 1864) y del Interior y Relaciones Exteriores (8 de octubre de 1868). En 1865 fundó una viña Linderos, en el valle del Maipo, siendo uno de los pioneros en la vitivinicultura chilena. Participó en las comisiones redactoras del Código del Comercio y de Procedimiento Civil y Criminal.
Elegido diputado en 1864 por el departamento de Itata. En 1868 es nombrado ministro de la Corte de Apelaciones de Santiago. En 1870 es electo senador por la provincia de Curicó, mismo año que fue elevado a la Corte Suprema de Justicia, de la cual jubiló en 1883, un año después de haber terminado su período senatorial.